# シャーロット・キャヴェンディッシュ (ハーティントン侯爵夫人)
ハーティントン侯爵夫人シャーロット・キャヴェンディッシュ（Charlotte Cavendish, Marchioness of Hartington、旧姓ボイル、1731年10月27日 - 1754年12月8日）は、イングランドの貴族、第3代バーリントン伯爵リチャード・ボイルの娘。ウィリアム・キャヴェンディシュ（後の第4代デヴォンシャー公爵）と結婚し、1748年から1754年まではハーティントン侯爵夫人として知られている:130。

## 生涯
シャーロットは、1731年10月27日、第3代バーリントン伯爵リチャード・ボイル とドロシー・サヴィルの三女、シャーロット・エリザベス・ボイル (Charlotte Elizabeth Boyle) として生まれた。
シャーロットの姉、長女のドロシー（Dorothy、1724年 - 1742年）は1741年にイーストン伯爵ジョージ・フィッツロイ（George FitzRoy, Earl of Euston、1715年 - 1747年） (英語版) と結婚したが、彼は残忍な性格で幸せな結婚生活ではなかった。ドロシーは翌年の18歳の誕生日の直前に天然痘で亡くなった:77。亡くなった後、母のドロシーは彼女は「過激な悲惨さ」 (extremest misery) から解放されたと語った。また次女のジュリアナ（Julianna, 1727年 - 1730年）はシャーロットが生まれる前に亡くなっていた:77。
1748年5月27日、シャーロットはウィリアム・キャベンディッシュと結婚した。ウィリアムは後に第4代デヴォンシャー公爵となり（1755年）、1756年に第一大蔵卿（First Lord of the Treasury：1721年以降は事実上の首相であった）となった。結婚したときはハーティントン侯爵（Marquess of Hartington、デヴォンシャー公爵の従属爵位）だった。結婚はウィリアムが政治的に成功する手助けとなった。彼らは、ウィリアム、ドロシー、リチャード、ジョージと4人の子どもに恵まれた。

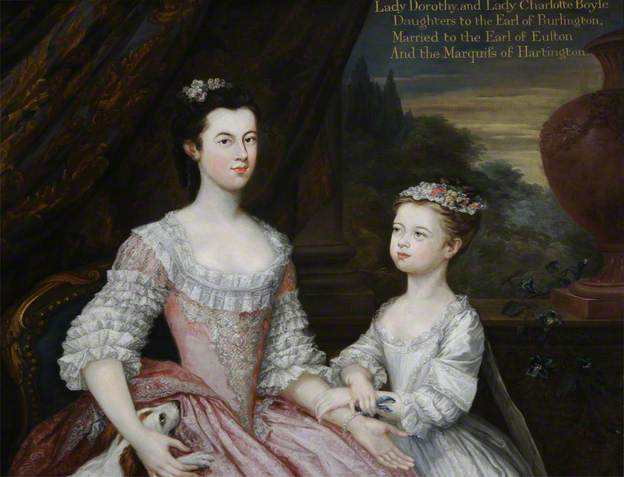
『ドロシー・ボイルとシャーロット・ボイル』ドロシー・サヴィル作、ナショナル・トラスト、ハードウィック・ホール

長男のウィリアムは1764年に公爵位を承継し第5代デヴォンシャー公爵となった。三男のジョージは1831年に初代バーリントン伯爵に叙爵され、廃絶となっていた母方の祖父の伯爵位を復活した。
シャーロットは1753年の父の死に伴い、莫大な遺産を承継した。またクリフォード男爵位 (Baroness Clifford) を承継し、第6代クリフォード女男爵となった。キャヴェンディッシュ家は彼女の結婚を通して、第3代バーリントン伯爵の不動産を承継した。その中にはロンドン、ピカデリー通りのバーリントン・ハウスやチジック・ハウス、ヨークシャー州のロンデスボロー・ホール (Londesborough Hall) やボルトン修道院 (Bolton Abbey) 、アイルランド、ウォーターフォード県のリズモア城 (Lismore Castle) などが含まれていた。
シャーロットは結婚6年後の1754年12月8日、ラトランドのアッピンガム (Uppingham) で 天然痘により亡くなった。

## 系譜
|  |  |  |  |  |  |                                                                      |                                                                      | リチャード・ボイル 初代コーク伯爵 初代ダンガーヴァン子爵 (1566-1643)                        | リチャード・ボイル 初代コーク伯爵 初代ダンガーヴァン子爵 (1566-1643)                        | リチャード・ボイル 初代コーク伯爵 初代ダンガーヴァン子爵 (1566-1643)                        | リチャード・ボイル 初代コーク伯爵 初代ダンガーヴァン子爵 (1566-1643)                        | リチャード・ボイル 初代コーク伯爵 初代ダンガーヴァン子爵 (1566-1643)                        | リチャード・ボイル 初代コーク伯爵 初代ダンガーヴァン子爵 (1566-1643)                        | |                                                          |                                                          |                                                          |                                                          |                                                          | ヘンリー・クリフォード 第5代カンバーランド伯爵 初代クリフォード男爵 (1591-1643) | ヘンリー・クリフォード 第5代カンバーランド伯爵 初代クリフォード男爵 (1591-1643) | ヘンリー・クリフォード 第5代カンバーランド伯爵 初代クリフォード男爵 (1591-1643) | ヘンリー・クリフォード 第5代カンバーランド伯爵 初代クリフォード男爵 (1591-1643) | ヘンリー・クリフォード 第5代カンバーランド伯爵 初代クリフォード男爵 (1591-1643) | ヘンリー・クリフォード 第5代カンバーランド伯爵 初代クリフォード男爵 (1591-1643) |  |  |  |  |  |  |  |  |  |  |  |  |  |  |  |  |
|  |  |  |  |  |  |                                                                      |                                                                      | リチャード・ボイル 初代コーク伯爵 初代ダンガーヴァン子爵 (1566-1643)                        | リチャード・ボイル 初代コーク伯爵 初代ダンガーヴァン子爵 (1566-1643)                        | リチャード・ボイル 初代コーク伯爵 初代ダンガーヴァン子爵 (1566-1643)                        | リチャード・ボイル 初代コーク伯爵 初代ダンガーヴァン子爵 (1566-1643)                        | リチャード・ボイル 初代コーク伯爵 初代ダンガーヴァン子爵 (1566-1643)                        | リチャード・ボイル 初代コーク伯爵 初代ダンガーヴァン子爵 (1566-1643)                        | |                                                          |                                                          |                                                          |                                                          |                                                          | ヘンリー・クリフォード 第5代カンバーランド伯爵 初代クリフォード男爵 (1591-1643) | ヘンリー・クリフォード 第5代カンバーランド伯爵 初代クリフォード男爵 (1591-1643) | ヘンリー・クリフォード 第5代カンバーランド伯爵 初代クリフォード男爵 (1591-1643) | ヘンリー・クリフォード 第5代カンバーランド伯爵 初代クリフォード男爵 (1591-1643) | ヘンリー・クリフォード 第5代カンバーランド伯爵 初代クリフォード男爵 (1591-1643) | ヘンリー・クリフォード 第5代カンバーランド伯爵 初代クリフォード男爵 (1591-1643) |  |  |  |  |  |  |  |  |  |  |  |  |  |  |  |  |
|  |  |  |  |  |  |                                                                      |                                                                      | リチャード・ボイル 初代バーリントン伯爵 第2代コーク伯爵 第2代ダンガーヴァン子爵 (1612-1698) | リチャード・ボイル 初代バーリントン伯爵 第2代コーク伯爵 第2代ダンガーヴァン子爵 (1612-1698) | リチャード・ボイル 初代バーリントン伯爵 第2代コーク伯爵 第2代ダンガーヴァン子爵 (1612-1698) | リチャード・ボイル 初代バーリントン伯爵 第2代コーク伯爵 第2代ダンガーヴァン子爵 (1612-1698) | リチャード・ボイル 初代バーリントン伯爵 第2代コーク伯爵 第2代ダンガーヴァン子爵 (1612-1698) | リチャード・ボイル 初代バーリントン伯爵 第2代コーク伯爵 第2代ダンガーヴァン子爵 (1612-1698) | |                                                          |                                                          |                                                          |                                                          |                                                          | エリザベス・クリフォード 第2代クリフォード女男爵                                | エリザベス・クリフォード 第2代クリフォード女男爵                                | エリザベス・クリフォード 第2代クリフォード女男爵                                | エリザベス・クリフォード 第2代クリフォード女男爵                                | エリザベス・クリフォード 第2代クリフォード女男爵                                | エリザベス・クリフォード 第2代クリフォード女男爵                                |  |  |  |  |  |  |  |  |  |  |  |  |  |  |  |  |
|  |  |  |  |  |  |                                                                      |                                                                      | リチャード・ボイル 初代バーリントン伯爵 第2代コーク伯爵 第2代ダンガーヴァン子爵 (1612-1698) | リチャード・ボイル 初代バーリントン伯爵 第2代コーク伯爵 第2代ダンガーヴァン子爵 (1612-1698) | リチャード・ボイル 初代バーリントン伯爵 第2代コーク伯爵 第2代ダンガーヴァン子爵 (1612-1698) | リチャード・ボイル 初代バーリントン伯爵 第2代コーク伯爵 第2代ダンガーヴァン子爵 (1612-1698) | リチャード・ボイル 初代バーリントン伯爵 第2代コーク伯爵 第2代ダンガーヴァン子爵 (1612-1698) | リチャード・ボイル 初代バーリントン伯爵 第2代コーク伯爵 第2代ダンガーヴァン子爵 (1612-1698) | |                                                          |                                                          |                                                          |                                                          |                                                          | エリザベス・クリフォード 第2代クリフォード女男爵                                | エリザベス・クリフォード 第2代クリフォード女男爵                                | エリザベス・クリフォード 第2代クリフォード女男爵                                | エリザベス・クリフォード 第2代クリフォード女男爵                                | エリザベス・クリフォード 第2代クリフォード女男爵                                | エリザベス・クリフォード 第2代クリフォード女男爵                                |  |  |  |  |  |  |  |  |  |  |  |  |  |  |  |  |
|  |  |  |  |  |  |                                                                      |                                                                      |                                                                                             |                                                                                             |                                                                                             |                                                                                             |                                                                                             |                                                                                             | |                                                          |                                                          |                                                          |                                                          |                                                          |                                                                                 |                                                                                 |                                                                                 |                                                                                 |                                                                                 |                                                                                 |  |  |  |  |  |  |  |  |  |  |  |  |  |  |  |  |
|  |  |  |  |  |  |                                                                      |                                                                      |                                                                                             |                                                                                             |                                                                                             |                                                                                             |                                                                                             |                                                                                             | チャールズ・ボイル 第3代ダンガーヴァン子爵 第3代クリフォード男爵 (1639-1694)                                       |                                                          |                                                          |                                                          |                                                          |                                                          |                                                                                 |                                                                                 |                                                                                 |                                                                                 |                                                                                 |                                                                                 |  |  |  |  |  |  |  |  |  |  |  |  |  |  |  |  |
|  |  |  |  |  |  |                                                                      |                                                                      |                                                                                             |                                                                                             |                                                                                             |                                                                                             |                                                                                             |                                                                                             | |                                                          |                                                          |                                                          |                                                          |                                                          |                                                                                 |                                                                                 |                                                                                 |                                                                                 |                                                                                 |                                                                                 |  |  |  |  |  |  |  |  |  |  |  |  |  |  |  |  |
|  |  |  |  |  |  |                                                                      |                                                                      |                                                                                             |                                                                                             |                                                                                             |                                                                                             |                                                                                             |                                                                                             | チャールズ・ボイル 第2代バーリントン伯爵 第3代コーク伯爵 第4代ダンガーヴァン子爵 第4代クリフォード男爵 (1660-1704) |                                                          |                                                          |                                                          |                                                          |                                                          |                                                                                 |                                                                                 |                                                                                 |                                                                                 |                                                                                 |                                                                                 |  |  |  |  |  |  |  |  |  |  |  |  |  |  |  |  |
|  |  |  |  |  |  |                                                                      |                                                                      |                                                                                             |                                                                                             |                                                                                             |                                                                                             |                                                                                             |                                                                                             | |                                                          |                                                          |                                                          |                                                          |                                                          |                                                                                 |                                                                                 |                                                                                 |                                                                                 |                                                                                 |                                                                                 |  |  |  |  |  |  |  |  |  |  |  |  |  |  |  |  |
|  |  |  |  |  |  |                                                                      |                                                                      |                                                                                             |                                                                                             |                                                                                             |                                                                                             |                                                                                             |                                                                                             | リチャード・ボイル 第3代バーリントン伯爵 第4代コーク伯爵 第5代ダンガーヴァン子爵 第5代クリフォード男爵 (1694-1753) |                                                          |                                                          |                                                          |                                                          |                                                          |                                                                                 |                                                                                 |                                                                                 |                                                                                 |                                                                                 |                                                                                 |  |  |  |  |  |  |  |  |  |  |  |  |  |  |  |  |
|  |  |  |  |  |  |                                                                      |                                                                      |                                                                                             |                                                                                             |                                                                                             |                                                                                             |                                                                                             |                                                                                             | |                                                          |                                                          |                                                          |                                                          |                                                          |                                                                                 |                                                                                 |                                                                                 |                                                                                 |                                                                                 |                                                                                 |  |  |  |  |  |  |  |  |  |  |  |  |  |  |  |  |
|  |  |  |  |  |  | ウィリアム・キャヴェンディッシュ 第4代デヴォンシャー公爵 (1720-1764) | ウィリアム・キャヴェンディッシュ 第4代デヴォンシャー公爵 (1720-1764) | ウィリアム・キャヴェンディッシュ 第4代デヴォンシャー公爵 (1720-1764)                        | ウィリアム・キャヴェンディッシュ 第4代デヴォンシャー公爵 (1720-1764)                        | ウィリアム・キャヴェンディッシュ 第4代デヴォンシャー公爵 (1720-1764)                        | ウィリアム・キャヴェンディッシュ 第4代デヴォンシャー公爵 (1720-1764)                        |                                                                                             |                                                                                             | シャーロット・ボイル 第6代クリフォード女男爵 (1731-1754)                                                           | シャーロット・ボイル 第6代クリフォード女男爵 (1731-1754) | シャーロット・ボイル 第6代クリフォード女男爵 (1731-1754) | シャーロット・ボイル 第6代クリフォード女男爵 (1731-1754) | シャーロット・ボイル 第6代クリフォード女男爵 (1731-1754) | シャーロット・ボイル 第6代クリフォード女男爵 (1731-1754) |                                                                                 |                                                                                 |                                                                                 |                                                                                 |                                                                                 |                                                                                 |  |  |  |  |  |  |  |  |  |  |  |  |  |  |  |  |
|  |  |  |  |  |  | ウィリアム・キャヴェンディッシュ 第4代デヴォンシャー公爵 (1720-1764) | ウィリアム・キャヴェンディッシュ 第4代デヴォンシャー公爵 (1720-1764) | ウィリアム・キャヴェンディッシュ 第4代デヴォンシャー公爵 (1720-1764)                        | ウィリアム・キャヴェンディッシュ 第4代デヴォンシャー公爵 (1720-1764)                        | ウィリアム・キャヴェンディッシュ 第4代デヴォンシャー公爵 (1720-1764)                        | ウィリアム・キャヴェンディッシュ 第4代デヴォンシャー公爵 (1720-1764)                        |                                                                                             |                                                                                             | シャーロット・ボイル 第6代クリフォード女男爵 (1731-1754)                                                           | シャーロット・ボイル 第6代クリフォード女男爵 (1731-1754) | シャーロット・ボイル 第6代クリフォード女男爵 (1731-1754) | シャーロット・ボイル 第6代クリフォード女男爵 (1731-1754) | シャーロット・ボイル 第6代クリフォード女男爵 (1731-1754) | シャーロット・ボイル 第6代クリフォード女男爵 (1731-1754) |                                                                                 |                                                                                 |                                                                                 |                                                                                 |                                                                                 |                                                                                 |  |  |  |  |  |  |  |  |  |  |  |  |  |  |  |  |
|  |  |  |  |  |  |                                                                      |                                                                      |                                                                                             |                                                                                             |                                                                                             |                                                                                             |                                                                                             |                                                                                             | |                                                          |                                                          |                                                          |                                                          |                                                          |                                                                                 |                                                                                 |                                                                                 |                                                                                 |                                                                                 |                                                                                 |  |  |  |  |  |  |  |  |  |  |  |  |  |  |  |  |
|  |  |  |  |  |  |                                                                      |                                                                      |                                                                                             |                                                                                             | ウィリアム・キャヴェンディッシュ 第5代デヴォンシャー公爵 第7代クリフォード男爵 (1748-1811)  |                                                                                             |                                                                                             |                                                                                             | |                                                          |                                                          |                                                          |                                                          |                                                          |                                                                                 |                                                                                 |                                                                                 |                                                                                 |                                                                                 |                                                                                 |  |  |  |  |  |  |  |  |  |  |  |  |  |  |  |  |
|  |  |  |  |  |  |                                                                      |                                                                      |                                                                                             |                                                                                             |                                                                                             |                                                                                             |                                                                                             |                                                                                             | |                                                          |                                                          |                                                          |                                                          |                                                          |                                                                                 |                                                                                 |                                                                                 |                                                                                 |                                                                                 |                                                                                 |  |  |  |  |  |  |  |  |  |  |  |  |  |  |  |  |
|  |  |  |  |  |  |                                                                      |                                                                      |                                                                                             |                                                                                             | ウィリアム・キャヴェンディッシュ 第6代デヴォンシャー公爵 第8代クリフォード男爵 (1790-1858)  |                                                                                             |                                                                                             |                                                                                             | |                                                          |                                                          |                                                          |                                                          |                                                          |                                                                                 |                                                                                 |                                                                                 |                                                                                 |                                                                                 |                                                                                 |  |  |  |  |  |  |  |  |  |  |  |  |  |  |  |  |